# Талхигова, Роза Шахидовна
Талхи́гова Ро́за Шахи́довна (3 июля 1965, Грозный, Чечено-Ингушская АССР, РСФСР, СССР) — чеченская поэтесса, член Союза журналистов России (2003), Союзов писателей Чечни (1996) и России (2002).

## Биография
Роза Талхигова выросла в Грозном. Первое стихотворение написала в 10 лет.
Занялась поэзией в полной мере, когда начала посещать литературное творческое объединение молодых «Искры Прометея» под руководством Саида Чахкиева.
Принимала участие в республиканских литературных конкурсах, где всегда занимала призовые места. В 1983 году заняла второе место в конкурсе им. Саида Бадуева, основоположника чеченской литературы. Её стихи печатались в местных газетах и журналах. Её часто приглашали на радио и телевидение.
Главным наставником на пути к литературному успеху Роза Талхигова считает Саида Чахкиева. Он научил её понимать стихи и принимал участие в её литературной карьере. Узнав, что Роза собирается выйти замуж, Саид Чахкиев объяснил её избраннику, что у неё талант и его надо развивать, и взял с него слово, что семейная жизнь не станет мешать учёбе.
В 1990 году окончила Московский Литературный институт имени А. М. Горького. Работала редактором отдела поэзии литературно-художественного журнала «Вайнах», главным специалистом аппарата уполномоченного по правам человека в Чеченской Республике.
На её стихи написано несколько песен, которые исполняют известные исполнители.
В 1995 году Роза была принята в Союз писателей Чеченской республики. В 2002 году вошла в Союз писателей России.
C 2013 года по настоящее время является учредителем детского журнала "Истоки" (www.istoki-chr.ru).